# Resolutie 1076 Veiligheidsraad Verenigde Naties
Resolutie 1076 van de Veiligheidsraad van de Verenigde Naties werd unaniem aangenomen door de VN-Veiligheidsraad op 22 oktober 1996. De resolutie vroeg dat de vijandelijkheden in Afghanistan werden beëindigd en dat men een politieke dialoog zou starten.

## Achtergrond
In 1979 werd Afghanistan bezet door de Sovjet-Unie, die vervolgens werd bestreden door Afghaanse krijgsheren. Toen de Sovjets zich in 1988 terugtrokken raakten die slaags met elkaar. In het begin van de jaren 1990 kwamen ook de Taliban op. In september 1996 namen die de hoofdstad Kabul in. Tegen het einde van het decennium hadden ze het grootste deel van het land onder controle en riepen ze een streng islamitische staat uit.

## Inhoud
Er was bezorgdheid over de militaire confrontatie die doden en vluchtelingen veroorzaakte, de discriminatie van vrouwen en de schending van de mensenrechten in Afghanistan. Alle partijen in dat land werden opgeroepen hun geschillen op vreedzame wijze op te lossen. Het was van belang dat er geen buitenlandse inmenging was en dat geen wapens naar de partijen in het conflict stroomden.
Alle Afghaanse partijen werden opgeroepen de vijandelijkheden onmiddellijk te staken en een politieke dialoog op te starten. Zij waren zelf verantwoordelijk om een politieke oplossing te vinden. Alle landen werden gevraagd zich afzijdig te houden en het Afghaanse volk haar eigen weg te laten vinden. Ook moesten ze de wapenstroom naar de partijen in het conflict stoppen.
Het conflict in Afghanistan was een ideale voedingsbodem voor terrorisme en drugshandel die de regio destabiliseren, en dus werden de partijen opgeroepen dergelijke activiteiten te stoppen. Ook werden die partijen opgeroepen geen landmijnen meer te gebruiken omdat die veel burgerslachtoffers maakten. De Veiligheidsraad keurde ook de discriminatie van meisjes en vrouwen af.

## Verwante resoluties
- Resolutie 1193 Veiligheidsraad Verenigde Naties (1998)
- Resolutie 1214 Veiligheidsraad Verenigde Naties (1998)

Lijst ·  1036 ·  1037 ·  1038 ·  1039 ·  1040 ·  1041 ·  1042 ·  1043 ·  1044 ·  1045 ·  1046 ·  1047 ·  1048 ·  1049 ·  1050 ·  1051 ·  1052 ·  1053 ·  1054 ·  1055 ·  1056 ·  1057 ·  1058 ·  1059 ·  1060 ·  1061 ·  1062 ·  1063 ·  1064 ·  1065 ·  1066 ·  1067 ·  1068 ·  1069 ·  1070 ·  1071 ·  1072 ·  1073 ·  1074 ·  1075 ·  1076 ·  1077 ·  1078 ·  1079 ·  1080 ·  1081 ·  1082 ·  1083 ·  1084 ·  1085 ·  1086 ·  1087 ·  1088 ·  1089 ·  1090 ·  1091 ·  1092